# Констанс Уорт
Ко́нстанс Уо́рт (англ. Constance Worth; 19 августа 1911, Сидней — 18 октября 1963, Лос-Анджелес, Калифорния) — австралийско-американская киноактриса. Первые два года кинокарьеры (в двух фильмах) снималась под псевдонимом Джоселин Хоуэрт (англ. Jocelyn Howarth), и именно под этим именем осталась известна на родине, в Австралии. Иногда эту актрису путают с малоизвестной британской актрисой немого кино, которую также звали Констанс Уорт.

## Биография
Энид Джойс Хоуэрт (настоящее имя актрисы) родилась 19 августа 1911 (по другим данным — 1913 или 1915) года в Сиднее (Австралия). Отец — Моффатт Хоуэрт, бизнесмен, банкир; мать — Мэри Эллен (до брака — Дамбрелл); две старшие сестры. Училась в школе для девочек «Ашам». С 1933 года начала сниматься в кино, заключив полуторагодовалый контракт с Cinesound Productions, но на родине появилась лишь в двух фильмах в 1933—1934 годах. Немного играла в театрах, а 1 апреля 1936 года отправилась в США покорять Голливуд.
В октябре 1936 года девушка подписала годовой контракт с киностудией RKO Pictures. Именно её продюсеры придумали начинающей актрисе звучный псевдоним Констанс Уорт. На эту студию она проработала около двух с половиной лет. С июня по октябрь 1939 года гостила дома, в Сиднее, но потом вернулась в Голливуд. В августе 1940 года Уорт подписала контракт с Columbia Pictures. Она хотела вернуть себе имя, данное при рождении, Джой Хоуэрт, но продюсеры посчитали, что в этой связи могут возникнуть проблемы со стороны кинозвезды того времени с похожим псевдонимом, Риты Хейуорт. В декабре 1942 года Уорт продлила контракт с Columbia Pictures ещё на пять лет, при этом она попутно снималась в картинах и других кинокомпаний, в основном в фильмах категории B. Впрочем, предложений о съёмках было столь немного, что Уорт даже работала официанткой (Carhop) в Drive-in-ресторане в Голливуде. В 1946 году Уорт окончила свою кинокарьеру, хотя в 1949 году она снялась ещё в двух фильмах (в одном из них без указания в титрах).
В августе 1947 года Уорт попала в серьёзное ДТП, она несколько месяцев пролежала в больнице, ей пришлось прибегнуть к услугам пластического хирурга, который удалил шрамы с её лица.
Констанс Уорт скончалась 18 октября 1963 года в Голливуде от анемии. К тому времени она была «обычной домохозяйкой», а австралийский кинопродюсер и кинорежиссёр Кен Холл также упомянул о «несчастных обстоятельствах, о которых нет нужды говорить», связанных с её преждевременной кончиной (Уорт было 52 года). Вообще, последние годы жизни бывшей актрисы покрыты тайной: нет никаких заявлений её мужа, нет газетных публикаций, не удалось найти её семью в Австралии, чтобы пролить свет на жизнь актрисы между окончанием кинокарьеры и смертью.

### Личная жизнь
10 мая 1937 года Уорт, после полуторамесячных ухаживаний, вышла замуж за ирландско-американского актёра театра, кино и телевидения Джорджа Брента. Однако уже через несколько недель они перестали жить вместе, в августе Брент обратился в суд с просьбой аннулировать этот брак, так как он был заключён в Мексике и, по его словам, незаконно. После месяца разбирательств суд отказал в аннулировании брака, в ноябре Уорт сама подала на развод, и 7 декабря того же года пару развели. Детей у них не было. Этот громкий развод пресса обсуждала и восемь лет спустя.
Газеты 1938—1940 годов много писали о романтических отношениях Уорт с австралийским сценаристом Иваном Гоффом (1910—1999).
18 июля 1945 года некая Уилма Пирс, жена малоизвестного голливудского сценариста Уильяма А. Пирса (1901—1974), давно подозревавшая своего мужа в измене, сопровождаемая полицейскими, вторглась в дом актрисы. Там она обнаружила обнажённую мисс Уорт и мистера Пирса в купальном халате. Несмотря на заявления пары, что ничего предосудительного они не делают, это послужило основанием для развода, и в январе следующего года суд развёл чету Пирсов. Спустя примерно год Уорт и Пирс поженились и прожили вместе всю жизнь, до самой смерти актрисы. Детей у них также не было.

## Избранная фильмография
За свою кинокарьеру длиной 16 лет (с заметными перерывам) Констанс Уорт снялась в 37 фильмах, в том числе в 10 случаях без указания в титрах. 33 из этих 37 фильмов пришлись на период 1937—1946 годов.
В титрах указана
- 1933 — Дочь сквоттера[англ.] / The Squatter's Daughter — Джоан Эндерби
- 1934 — Молчание Дина Мейтленда[англ.] / The Silence of Dean Maitland — Алма Грей
- 1937 — Китайский пролив[англ.] / China Passage — Джейн Данн
- 1938 — Возмездие за грех[англ.] / The Wages of Sin — Марджори Бентон
- 1940 — Ангелы над Бродвеем[англ.] / Angels Over Broadway — Сильвия Мэрб
- 1941 — Знакомьтесь: Бостонский Блэки / Meet Boston Blackie — Мэрилин Говард
- 1942 — Рассветный экспресс[англ.] / The Dawn Express — Линда Павло
- 1943 — Город без людей[англ.] / City Without Men — Элси
- 1943 — Десантники против Чёрного Дракона[англ.] / G-Men vs. the Black Dragon — агент Вивьен Марш
- 1943 — Криминальный доктор / Crime Doctor — Бетти
- 1945 — Диллинджер / Dillinger — блондинка в баре
- 1946 — Крайний срок — на рассвете / Deadline at Dawn — Нэн Реймонд
- 1949 — Изменники Запада[англ.] / Western Renegades — Энн

В титрах не указана
- 1941 — Подозрение / Suspicion — миссис Фицпатрик
- 1942 — Когда Джонни вернётся домой[англ.] / When Johnny Comes Marching Home — блондинка
- 1943 — Доктор-преступник[англ.] / Crime Doctor — Бетти, медсестра-секретарь доктора Роберта Ордуэя
- 1943 — Опасные блондинки[англ.] / Dangerous Blondes — репортёр
- 1944 — Девушка с обложки / Cover Girl — секретарь
- 1944 — Френчменс-Крик[англ.] / Frenchman's Creek — женщина в игорном доме
- 1949 — Подстава / The Set-Up — жена